# Стефано Фаріна
Стефа́но Фарі́на (італ. Stefano Farina, 19 вересня 1962, Генуя, Італія — 23 травня 2017, Генуя, Італія) — італійський футбольний арбітр ФІФА.

## Життєпис
Стефано Фаріна народився в Генуї, хоча переважну більшість життя провів у Оваді. Суддівську кар'єру на професійному рівні розпочав у 1992 році, обслуговуючи матчі Серії C. Дебют у Серії А відбувся 22 січня 1995 року в поєдинку між «Фоджою» та «Реджаною». Був головним арбітром двох Суперкубків Італії — 2000 та 2002 року. Загалом провів 236 матчів в Серії А та 117 матчів в Серії B.
На міжнародному рівні дебютував у матчі Португалія — Кіпр, що відбувся 6 червня 2001 року. Працював у кваліфікаціях Чемпіонатів Європи 2004 та 2008 років, а також на відбіркових іграх Чемпіонатів світу 2002 та 2006. Вершиною кар'єри Фаріни стало обслуговування матчу Суперкубка УЄФА 2006 року в Монако. У 2007 році Фаріна завершив міжнародну кар'єру через вікове обмеження для арбітрів ФІФА.
З липня 2009 року очолював Національну комісію Серії D, а вже за рік займав аналогічну посаду, але в Серії C. Починаючи з сезону 2010/11 виконував обов'язки спостерігача УЄФА. У липні 2014 призначений головою Національної суддівської комісії Серії B.
Помер 23 травня 2017 року після тривалої хвороби.

## Цікаві факти
- Стефано Фаріна знявся у фільмі «Гол 2: Життя як мрія», що вийшов на екрани взимку 2007 року. Йому дісталася роль арбітра вигаданого фіналу Ліги чемпіонів між мадридським «Реалом» та лондонським «Арсеналом»[8].